# Lenggries
Lenggries è un comune tedesco situato nel land della Baviera, fa parte del circondario di Bad Tölz-Wolfratshausen.
Tale località è più volte nominata nella puntata della serie L'ispettore Derrick dal nome Un fatale malinteso del 1985.